# Falam
Falam és una ciutat de Myanmar, a l'estat Xin, capital del districte de Falam (un dels dos de l'estat) i de la municipalitat de Falam. No hi ha estadístiques públiques sobre la seva població i segons GeoNames geographical database seria de 5404 habitants. El 1901 eren 911.
Falam fou fundada pels britànics el 1892 al costat del poblet de Tashon i com que el lloc no era sa fou traslladada a la seva actual posició a 22° 56′ N, 93° 44′ E / 22.933°N,93.733°E uns 8 km a l'oest de l'anterior. Fou capital del districte de Chin Hills sota domini britànic i després de la divisió especial Xin en la Birmània independent fins al 1974 quan es va formar l'estat Xin i la capital fou traslladada a Hakha.